# Osmar Ibáñez
Osmar Ibáñez Barba (* 5. Juni 1988 in Santoña) ist ein spanischer Fußballspieler. Seit 2014 steht der Mittelfeldakteur beim südkoreanischen Verein FC Seoul unter Vertrag.

## Karriere
Barba wurde in der Jugend von Racing Santander ausgebildet. In seiner ersten Herrensaison wurde er an die zweite Mannschaft von UD Salamanca ausgeliehen. Er kehrte nach einer Saison mit 35 Einsätzen und zwei Toren zu Racing Santander zurück. Dort gab er sein Debüt in der zweiten Mannschaft, in der Segunda División B. Am 8. November 2009 hatte er sein Debüt in der ersten Mannschaft, die in der Primera División spielte. Sein Team verlor am ersten Spieltag zuhause mit 0:2 gegen Athletic Bilbao. Am 25. Juli 2012 unterschrieb er einen für ein halbes Jahr bei Buriram United in der thailändischen ersten Liga. Für den Verein hatte er am 1. August im thailändischen FA Cup sein Debüt. Am 26. Februar 2013 gab er sein Debüt in der AFC Champions League gegen Vegalta Sendai aus Japan als Kapitän seiner Mannschaft. Das Spiel endete 1:1-Unentschieden in Sendai. Am 1. Mai 2013 erreichte der Verein zum ersten Mal in der Geschichte die Finalrunde der AFC Champions League. Am 31. Dezember 2013 wechselte er zum FC Seoul aus Südkorea und unterschrieb dort einen Dreijahresvertrag. Er ist der erste Spanier der in der K League spielte. Vor der Saison 2015 wurde er zum Vize-Kapitän ernannt. In der Saison stand er in allen Spielen auf dem Platz, womit er zum ersten ausländischen Spieler wurde, der das schaffte. Außerdem gewann er 2015 den nationalen Pokal. Zur Saison 2016 wurde er zum ersten ausländischen Mannschaftskapitän der Vereinsgeschichte ernannt und konnte am Ende die Meisterschaft feiern.

## Erfolge
Buriram United
- Thailändischer Meister: 2013
- Thailändischer Ligapokalsieger: 2013
- Kor Royal Cup: 2013

 FC Seoul
- Südkoreanischer Pokalsieger: 2015
- Südkoreanischer Meister: 2016

## Auszeichnungen
Thai Premier League
- Verteidiger des Jahres: 2013